# Municipio de Tyronza (condado de Crittenden)
El municipio de Tyronza (en inglés: Tyronza Township) es un municipio ubicado en el condado de Crittenden en el estado estadounidense de Arkansas. En el año 2010 tenía una población de 3088 habitantes y una densidad poblacional de 14,93 personas por km².

## Geografía
El municipio de Tyronza se encuentra ubicado en las coordenadas 35°14′43″N 90°27′11″O / 35.24528, -90.45306. Según la Oficina del Censo de los Estados Unidos, el municipio tiene una superficie total de 206.84 km², de la cual 206,39 km² corresponden a tierra firme y (0,22 %) 0,45 km² es agua.

## Demografía
Según el censo de 2010, había 3088 personas residiendo en el municipio de Tyronza. La densidad de población era de 14,93 hab./km². De los 3088 habitantes, el municipio de Tyronza estaba compuesto por el 23,28 % blancos, el 75,19 % eran afroamericanos, el 0,29 % eran amerindios, el 0,29 % eran asiáticos, el 0,16 % eran de otras razas y el 0,78 % eran de una mezcla de razas. Del total de la población el 0,84 % eran hispanos o latinos de cualquier raza.